# Himmelsraften
Himmelsraften (sydsamiska Skaeddrie) är ett 1 211 meter högt fjäll vid Stor-Mjölkvattnet i Offerdals socken, Krokoms kommun, Jämtland. 
Himmelsraften är en del av Oldfjällen och nås via Frankrike och Åkroken i Kalls socken. 